# سليمان مريح
سليمان مريح (بالإنجليزية: Sulayman Marreh)‏ (15 يناير 1996 في غامبيا - ) هو لاعب كرة قدم غامبي في مركز الوسط. شارك مع منتخب غامبيا لكرة القدم. أما مع النوادي، فقد لعب مع نادي غرناطة وSamger FC ‏ وAbuko United FC ‏ وريكريتيفو غرناطة ‏.

## روابط خارجية
- سليمان مريح على موقع قاعدة بيانات كرة القدم.إي يو (الإنجليزية)
- سليمان مريح على موقع ناشيونال فوتبول تيمز (الإنجليزية)
- سليمان مريح على موقع Soccerway.com (الإنجليزية)
- سليمان مريح على موقع AS.com (الإسبانية)